# カレー・フレタン駅
カレー・フレタン駅（カレー・フレタンえき、Gare de Calais-Fréthun）はフランス、カレー郊外のLGV北線上にある国際鉄道駅である。カレーの中心駅はカレー・ヴィル駅だが当駅はカレーにある主要駅のうち郊外の中心駅になっている。

## 乗り入れ路線・列車
- ユーロスター
  - 当駅は大陸側でユーロスター系統の最初の停車駅である。乗客はフランス国鉄のTER路線やTGVに乗換えが出来る。2006年夏よりユーロスターをパリ北駅から当駅までフランス国内だけ利用することが可能になった。しかし、ユーロスター乗車の際は制度上、国際客と同じチェックポイントを通過しなければならない。

- TGV
  - TGVがフランス国内各都市と地域間の輸送を担っている。TGV車両を利用した高速地域間輸送TER GVのサービスも行われている。
  - リール-アミアン、ブローニュ＝シュル＝メール、アミアン
  - リール-アズブルーク、カレー・ビル
  - リール-ブローニュ＝シュル＝メール(TER GV)

## 隣の駅
国際列車
■ユーロスター
アシュフォード国際駅(CTRL経由) - カレー・フレタン駅 - リール・ウロップ駅
フランス国鉄
■TER GV
リール・ウロップ駅 - カレー・フレタン駅 - カレー・ヴィル駅
■TER ノール=パ・ド・カレー
カレー・ヴィル駅 - カレー・フレタン駅 - Gare de Pihen
Gare des Fontinettes - カレー・フレタン駅 - カレー・ヴィル駅